# Аузакер
Аузакер (нім. Ausacker) — громада в Німеччині, розташована в землі Шлезвіг-Гольштейн. Входить до складу району Шлезвіг-Фленсбург. Складова частина об'єднання громад Гюруп.
Площа — 9,13 км2. Населення становить 524 ос. (станом на 31 грудня 2020).